# Lomaria sorbifolia
Lomaria sorbifolia là một loài thực vật có mạch trong họ Blechnaceae. Loài này được (L.) Fée mô tả khoa học đầu tiên năm 1857-1858.